# Sciatta variegata
Sciatta variegata är en fjärilsart som beskrevs av Holland 1893. Sciatta variegata ingår i släktet Sciatta och familjen nattflyn. Inga underarter finns listade.